# Thermococci
Classe
Synonymes
- Protoarchaea
Cavalier-Smith, 2002

Classification phylogénétique
- Classe : Thermococci
  - Ordre : Thermococcales
    - Famille : Thermococcaceae
      - Genre : Palaeococcus
      - Genre : Pyrococcus
      - Genre : Thermococcus

Les Thermococci sont une classe d'archées de l'embranchement des Euryarchaeota.